# 4553 Doncampbell
4553 Doncampbell è un asteroide della fascia principale. Scoperto nel 1982, presenta un'orbita caratterizzata da un semiasse maggiore pari a 2,6174967 UA e da un'eccentricità di 0,1409839, inclinata di 12,89811° rispetto all'eclittica.